# UD M42
United Defense M42 — американский пистолет-пулемёт времён Второй мировой войны. Спроектирован в 1938 году Карлом Свебилиусом, производился компанией «Marlin Firearms Company». Был первым пистолетом-пулемётом, представленным фирмой «United Defense Supply Corp.».

## История
Пистолет-пулемет United Defense M42 выпускался с 1942 по 1945 гг. на производственных мощностях компаний High Standard Firearms и Marlin Firearms. Изначально M42 был разработан в двух калибрах — 9mm Parabellum и .45 ACP, но серийно производилась только 9-мм версия, 11,43-мм вариант выпущен только в трех экземплярах. Всего было изготовлено около 15000 пистолетов-пулеметов UD M42. Одной из особенностей М42 являются соединенные попарно магазины, что делалось для ускорения перезаряжания.

## Конструкция
Система модели 42 работает за счёт использования энергии отдачи свободного затвора, который оснащён отдельным ударником. Питание первых прототипов пистолетов-пулемётов осуществлялось коробчатыми отъёмными магазинами на 20 патронов .45 ACP. Серийные модели создавались под патрон калибра 9 мм и оснащались сваренными вместе двойными магазинами на 25х2 патронов.

## Эксплуатанты
- Китай
- США